# Toki rakujitsu
Tōki Rakujitsu (遠き落日?) es un film japonés estrenado en 1992 que fue dirigido por Seijirō Kōyama.  Hay participaciones principales como Hiroshi Mikami y Julie Dreyfus. Está basado en una novela biográfica escrita por Kaneto Shindō acerca del científico japonés Hideyo Noguchi.